# サムター要塞
サムター要塞（サムターようさい、英語: Fort Sumter）は、サウスカロライナ州チャールストンの港に位置する石造りの要塞である。南北戦争の端緒であるサムター要塞の戦いの火蓋が切られた場所として名高い。

## 構造
アメリカ独立戦争の英雄である、トーマス・サムター将軍にちなんでサムター要塞と名付けられた。合衆国南部の一連の要塞の一つとして1812年の米英戦争の結果築かれた。要塞の建設は1827年から始まった。そして1860年、南北の対立が始まった時には未完成だった。チャールストン港への入り口の砂州へ7万トンの花崗岩が土台を築くためにニューイングランドから運ばれた。要塞は厚さ5フィート（1.5m）の5面のレンガ構造物で、各面の長さは170から190フィート（52から58メートル）であり干潮線から50フィート（15メートル）の高さだった。650名の人員と135門の大砲を3つの階層に収納するように設計されていた。しかし要塞は、その最大限の能力を発揮することはついになかった。

## 南北戦争
1860年12月26日、サウスカロライナ州がアメリカ合衆国（北軍）からの脱退を宣言した5日 後、北軍のロバート・アンダーソン少佐は、ワシントンからの命令が無いまま独断で、合衆国第1砲兵隊 E中隊及びH中隊（127名、内13名は軍楽隊）をひそかにサムター要塞に移動させた。 アンダーソンの指揮する部隊が本来駐留していたムールトリー要塞（en:Fort Moultrie National Monument）は、サムター要塞の完成に伴って、チャールストン防衛の主要な拠点ではなくなったことから縮小されており、南軍の攻撃にさらされた 場合、守りきれないとアンダーソンが考えたためであった。さらに、アンダーソンが考えたのは、より強固な防衛体制を示すことで、サウスカロライナ民兵から の攻撃を遅らせることであった。要塞は未だ完全に機能しておらず、さらにジェームズ・ブキャナン大統領による軍の 縮小で、使用可能な大砲は半数に満たないまでに減少していた。ここ数ヶ月の間、サウスカロライナ州政府と後のアメリカ連合国（南軍） P・G・T・ボーリガード准将は合衆国側にサムター要塞から立ち退くよう再三勧告を行ったが、合衆国側はこれを無視した。1861年1月9日、戦争の第一撃によって、汽船スター・オブ・ザ・ウェスト号（合衆国によって軍隊と軍需品をサムター要塞へ輸送するためにチャーターされた船）の任務の完遂が妨げられ、要塞守備隊に補給および兵力を補強する北軍の試みは撃退された。アンダーソン少佐の部隊が4月15日までに食糧が尽きることが判明した後、エイブラハム・リンカーン大統領はグスタヴス・V・フォックスの指揮下にある艦隊に、チャールストン港への進入を試み、サムター要塞を援助するべく、出撃を命じた。割り当てられた船は、武装蒸気スループ《ポーニー》号、武装蒸気スループ《パウハタン》号、動力付き大型ボートと、およそ300名の水兵、武装スクリュー汽船《ポカホンタス》号、密輸監視船《ハリエット・レーン》号、合衆国第2砲兵隊のC中隊及びD中隊を構成およそ200名の兵員を輸送する汽船バルティック号、そして小銃砲火から保護するための防備を施された3隻の傭船タグボート、および、直接サムター要塞に荷揚げをするためのバージからなっていた。1861年4月6日までには最初の船がチャールストン浅瀬沖の集結地へ出航し、4月11日の真夜中前、最初に到着したのはハリエット・レーン号であった。

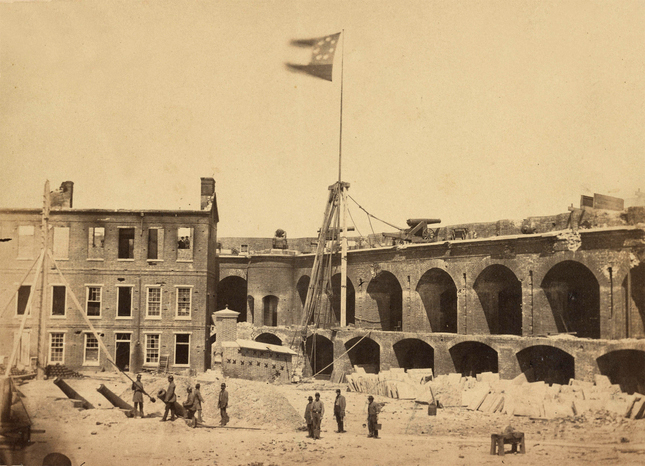
南部連合旗を翻している要塞の内側（1861年）

### サムター要塞最初の戦闘
4月11日のサムター要塞の戦いでは、南軍のボーリガードは3人の副官、ジェームズ・チェスナット・ジュニア大佐、スティーブン・D・リー大尉と A・R・チザム中尉を送り、サムター要塞の降伏を要求した。アンダーソンは拒否し、副官たちはボーリガードに報告をするために帰還した。ボーリガードは、リロイ・ウォーカー陸軍長官に相談した後、副官を再び要塞に派遣し、要塞を力ずくで奪取するか否かの決定をチェスナットに委任した。アンダーソンが他の選択肢を検討し時間稼ぎを図る間、副官たちは数時間待機した。午前3時頃に、アンダーソンがついに降伏条件を告げたが、チェスナット大佐は同僚と相談した上で、アンダーソンが提示した条件は「明白に無駄で、我々に明示的に与えられた命令の範疇にない」と判断を下した。チェスナットらはそれから要塞を出て、近くのジョンソン要塞に向かった。チェスナットはジョンソン要塞からサムター要塞に向けて砲撃をするよう命じた。
4月12日午前4時30分に南軍砲兵隊は砲撃を開始し、砲撃は34時間連続で続いた。エドムンド・ラッフィン（著名なバージニア州の農学者にして連邦脱退主義者）は彼がサムター要塞に最初に砲撃したと主張した。彼の話は広範囲に信じられてきたが、実際にジェームズ島の2台の砲台に午前4時30分に発砲せよと命じたのはヘンリー・S・ファーリー中尉であった (Detzer 2001, pp. 269-71)。北軍の応戦は功を奏しなかったが、それは部分的には、南軍の砲火にさらされるであろう最上層の露天砲台に設置された火砲をアンダーソンが使用しなかったことによる。4月14日に北軍は降伏し、要塞は南軍に引き渡された。攻撃の間星条旗は落ちた。ノーマン・J・ホール中尉は星条旗を掲揚し直すために生命の危機を冒し、その時に彼の眉は焼かれ、元に戻ることはなかった。南軍兵士が大砲の不発弾により傷ついて出血多量で死亡したが、北軍兵士は実戦では死亡しなかった。ただし、南軍の許しを得て北軍が100発の告別の礼砲を撃っている際、47発目で暴発し、1名が死亡、1名が重傷を負った。その後、礼砲は50発に短縮された。メアリー・チェスナットの有名な日記などの記録によると、チャールストンの住人で、今日バッテリーパーク（en:Battery Park (Charleston)として知られる街路沿いに住む人々は、バルコニーに座って戦闘開始に敬意を表して乾杯していたという。
アンダーソン少佐がサムター要塞旗を北部に持って帰ると、それは民衆の愛国的シンボルとなった。旗は現在、サムター要塞博物館で見ることが出来る。

### サムター要塞の北軍による包囲
チャールストン港を取り戻す北軍の努力は、1863年4月7日、サミュエル・フランシス・デュポン海軍少将（合衆国による海上封鎖の司令官）が港の防衛に対して、装甲フリゲート《ニューアイアンサイズ》号、装甲艦《キーオカック》号、モニター艦《ウィーホーケン》号、《パセイーク》号、《モントーク》号、《パタプスコ》号、《ナンタケット》号、《キャッツキル》号及び《ナハント》号を率いて始められた。しかし攻撃は不成功に終わった。新造の装甲艦による攻撃は効果がなく、154発の砲弾を発射する間に、南軍から 2209発の攻撃を受けた (Wise 1994, p. 30)。翌日には、攻撃で受けた損傷により《キーオカック》号がモリスアイランド南方沖1400ヤード（1300メートル）に沈没した。その翌月、北軍の注意を惹かないよう、南軍は夜間に作業を行って、《キーオカック》号から11インチ・ダールグレン砲2門のをひそかに回収した (Ripley 1984, pp. 93–6)。そのうち1門はサムター要塞に置かれた。

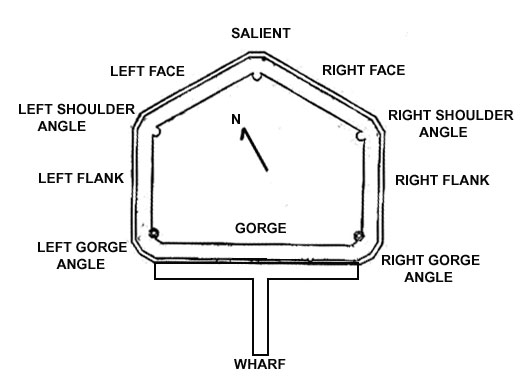
サムター要塞の平面図。

南軍は、徐々にサムター要塞を強化していた。南軍工兵隊の監督下で500名の兵隊が必死に作業を行い、砲郭を砂で満たし、城壁を土嚢で防護し、新しい砲塁 （traverse）や土留め（blindage）、対砲撃壕（bombproofs）を構築した。サムター要塞の砲の一部は撤去されたが、それでも40門が設置されていた。サムター要塞の重砲は要塞最上層の露天砲台に設置されていたため、広い射角があり、接近する艦船を攻撃することができた。しかし露天砲台は、要塞下部2層の砲郭よりも敵の砲撃をこうむり易かった。
ギルモア勲章として知られる特別な勲章は、クインシー・アダムス・ギルモア少将の指揮下で、サムター要塞で任務を果たした全ての北軍兵士に後に授与された。
| 配置                | 兵器 |
| ------------------- | --- |
| 左側面露天砲台      | 10インチ（250mm）コロンビヤード砲2門                                                                                         |
| 左正面露天砲台      | 10インチコロンビヤード砲2門、8インチ（200mm）コロンビヤード砲2門、42ポンド砲4門                                              |
| 左正面、第1階層砲郭 | 8インチ平射砲2門 |
| 右正面露天砲台      | 10インチコロンビヤード砲2門、 鹵獲砲と42ポンド砲5門                                                                          |
| 右正面、第1階層     | 32ポンド砲2門 |
| 右側面露天砲台      | 11インチダールグレン砲1門、10インチコロンビヤード砲4門、8インチコロンビヤード砲1門、鹵獲42ポンド砲1門、 8インチブルック砲1門 |
| ゴルジュ砲台        | 鹵獲砲及び43ポンド砲5門 24ポンド砲1門                                                                                        |
| 突出部第2階層砲郭   | 鹵獲砲及び42ポンド砲3門 |
| パレード            | 沿岸迫撃砲2門 |

圧倒的な砲撃の後、クインシー・A・ギルモア将軍と、北軍による海上封鎖を指揮するジョン・A・ダールグレン提督は、1863年9月8日から9日の夜間にサムター要塞への小舟艇による攻撃を開始すると決心していた。しかし陸軍と海軍の協力体制は貧弱なもので、ダールグレン提督は陸軍士官の指揮下に彼の水兵と海兵隊員を置くことを拒否し、夜の間に2つの攻撃隊を送り込んでいた。陸軍の船団は、干潮のためモリス島沖で手間取っていた。彼らが進むことが出来るようになった頃には、海軍の攻撃が既に撃退されており、陸軍の船団は海岸に戻った。
海軍の攻撃に、25隻の船で400名の水兵と海兵隊員が関与した。活動は終始大失敗と言わざるを得ず、不十分な偵察、計画と連絡体制が作戦の特徴を表す全てであった。トーマス・H・スティーブンズ中佐はモニター艦《パタプスコ》号の指揮をとり、攻撃に臨んだ。スティーブンズ中佐が「攻撃の組織について何も知らない」し、「この根拠などについて抗議をした」とき、ダールグレンはこう応えた。「要塞には伍長の護衛が約6-10名しかおらず、行って占領するしかない (Stevens 1902, p. 633)」。このダールグレンの南軍勢力に対する過小評価は、なぜ彼が海軍の勝利独占を願って共同作戦に反対したかの説明になるかもしれない。上陸できた船は半分以下であった。上陸できた船のほとんどは、進入可能な破孔のあるゴルジュではなく、要塞の右翼または右側ゴルジュの隅に上陸した。上陸した北軍水兵と海兵隊員は壁を登ることが出来なかった。南軍兵は上陸部隊に銃撃を浴びせ、手榴弾と石を投げつけた。上陸しなかった船の水兵はやみくもにマスケット銃とリボルバーを乱射したが、南軍の要塞守備隊よりもむしろ上陸部隊を危険にさらした。上陸部隊は、要塞壁に開いた着弾孔に退避した。守備隊の打ち上げる信号弾に応じて、ジョンソン要塞と南軍砲艦《チコラ》は北軍の船と上陸部隊に発砲した。撤退可能な船は撤退し、上陸部隊は降伏した。北軍の犠牲者は、死亡8名、負傷者19名と捕虜105名（15名の負傷者を含む）。一方南軍の死傷者はなかった。
船舶による攻撃が失敗に終わった後、砲撃は再開され、強度は様々であったが継続されて戦争の終結までの間に、サムター要塞にさらなる損害を与えた。要塞守備隊は、犠牲者を出し続けた。南軍兵は、大砲と他の資材を廃墟から回収し続けて、モリスアイランドの北軍砲台と砲手たちを執拗に攻撃し続けた。南軍兵は10インチのコロンビヤード砲4門を増やした。ある8インチコロンビヤード砲は鹵獲したものである。そして左側面最下層の42ポンド砲2門も鹵獲品である。南軍はサムター要塞を決して放棄しなかったが、サウスカロライナ州からのウィリアム・T・シャーマン将軍の進撃により、1865年2月17日、南軍はチャールストンからの撤退とサムター要塞の放棄をついに強いられた。1865年2月22日、合衆国政府は星条旗掲揚の儀典を行い、正式にサムター要塞を手中に収めた。

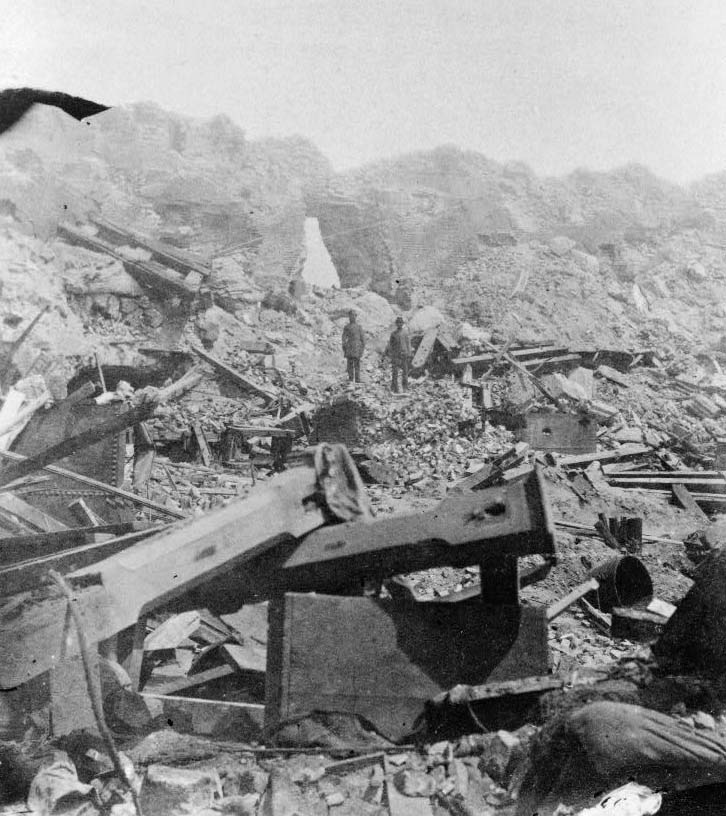
サムター要塞内部の様子。南部連合のカメラマンによって1864年に撮影される。
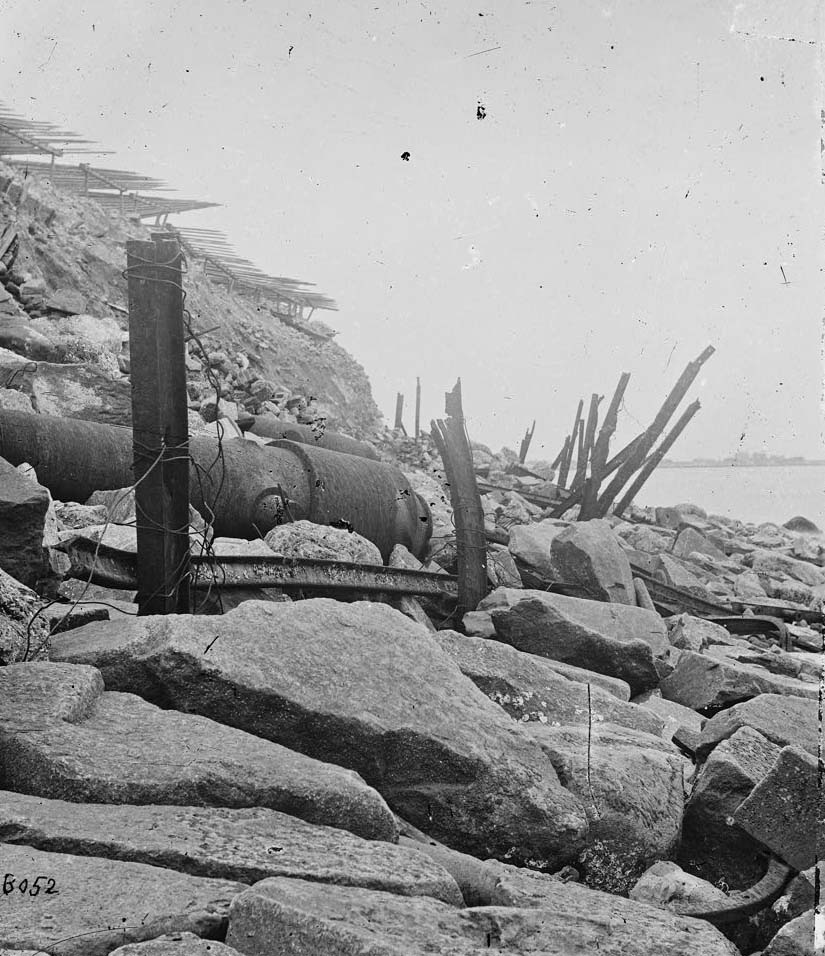
サムター要塞の外観（1865年）
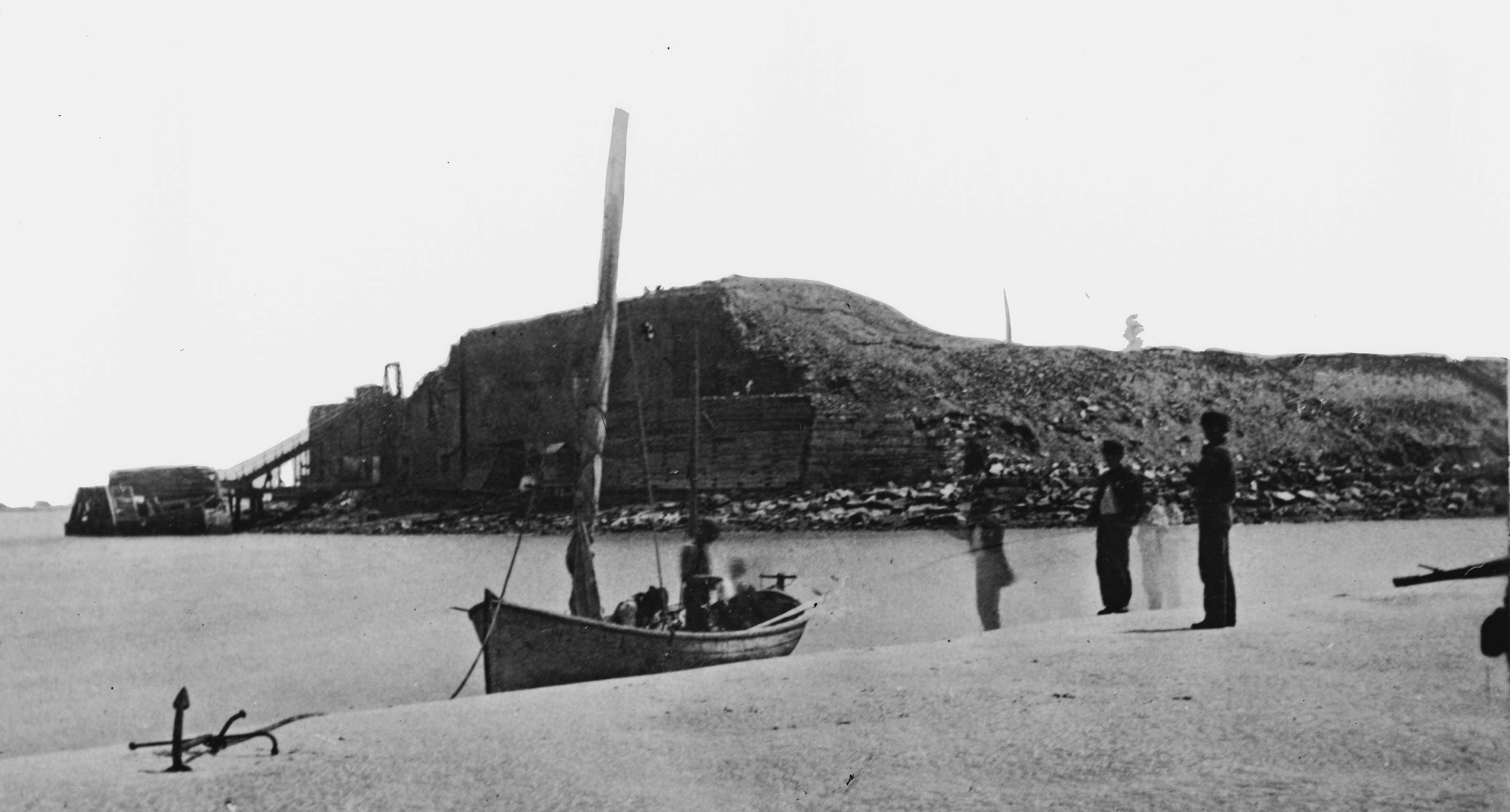
サムター要塞の砂州からの眺め（1865年）
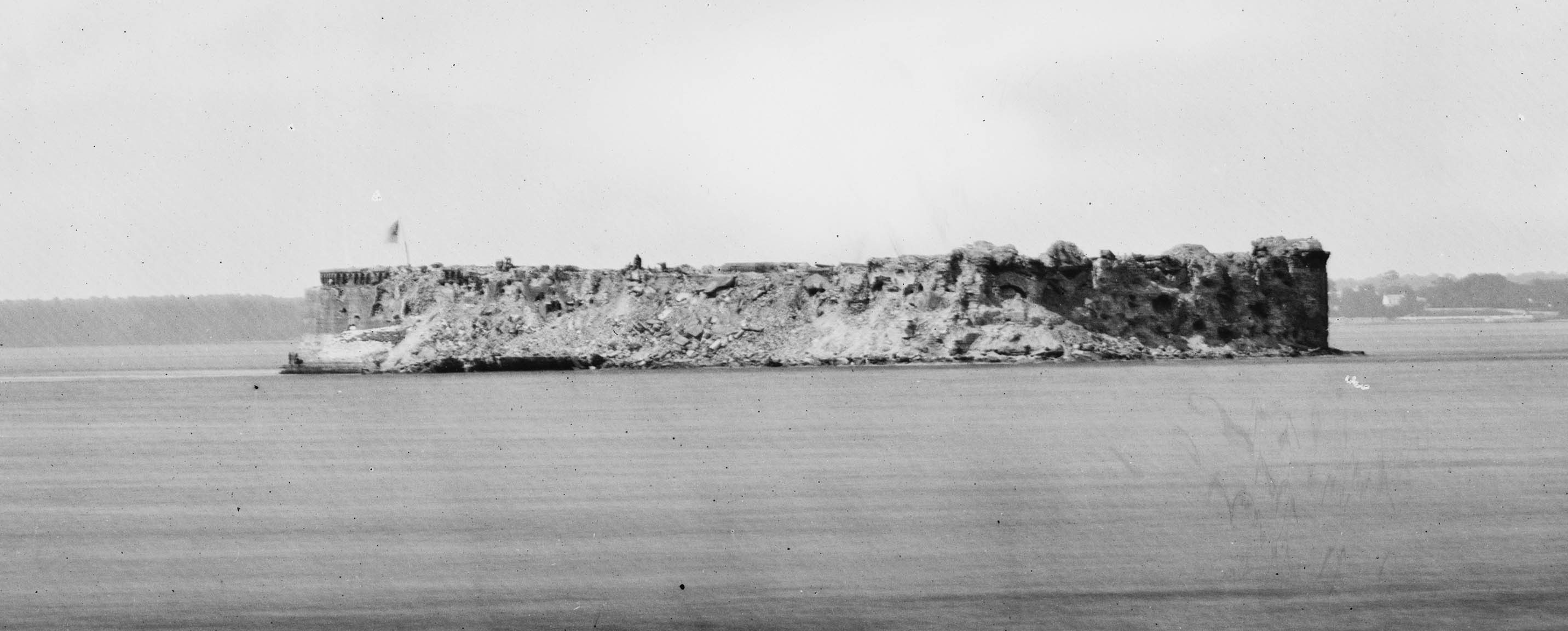
サムター要塞の眺め（1865年）。

## 戦後
南北戦争終結時、サムター要塞は荒廃し、まるで廃墟のようだった。米陸軍は有用な軍施設として、サムター要塞を復旧させることに取り組んだ。損害を受けた壁は高さが低くなっているところに合わせて、部分的に再建された。第3階層の大砲の砲床は除去された。第一階層の内11門は100ポンド・パロット砲が設置された。

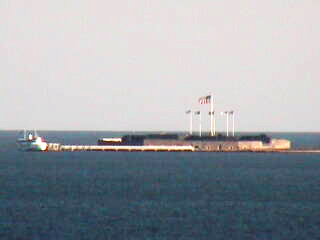
カルフーン・マンションのキューポラに設置されたウェブカメラからのサムター要塞の眺め（2007年12月5日）

1876年から1897年までサムター要塞は無人の灯台としてだけ使われた。米西戦争の始まりは、それが軍部によって再び関心が高まり、再建は荒廃した施設を建て替えることから始めた。新しい大きいコンクリートの要塞スタイルの施設は最初の壁内で1898年に築き上げられた。アイザック・ヒューガー将軍にちなんでヒューガー砲台と名付けられた砲台は、それ以後戦火を交えることはなかった。
第一次世界大戦中、小規模な駐屯軍は、より巨大な砲台で2門の11インチ（305mm）ライフルと人員を配置した。その後第二次世界大戦まで、観光の目的以外では、要塞は使われることはなかった。その後90mm対空砲が取り付けられた。サムター要塞は1948年にナショナル・モニュメントになった。

## サムター要塞ナショナル・モニュメント
サムター要塞ナショナル・モニュメントは、1948年4月28日に設立された。チャールストンにおいて3つの場所が含まれる。
- サムター要塞
- サムター要塞ビジター教育センター
- サリバンズ・アイランドのムールトリー・ナショナル・モニュメント

サムター要塞自体のアクセスは、サムター要塞ビジター教育センターからフェリーで30分のところにある。
ビジター教育センターの博物館はサムター要塞で戦闘に至った経緯と北軍と南軍の意見の相違についての展示を特徴とする。サムター要塞内の博物館は、内戦の間、その構造と役割を含む要塞での活動に焦点を合わせる。